# Albert Savarus (téléfilm, 1993)
Albert Savarus est un téléfilm français d’Alexandre Astruc, sorti en 1993, adapté du roman éponyme de Honoré de Balzac.

## Synopsis
une jeune fille amoureuse entre en relation avec Albert Savarus, alors qu'il a déjà une compagne.

## Fiche technique
- Réalisateur : Alexandre Astruc
- Œuvre d'origine : Honoré de Balzac
- Scénario : Alexandre Astruc
- Image : Jean-Jacques Rochut
- Cameraman : Philippe Houdart
- Genre : drame
- Production : France 2,
- Pays de production :  France
- Sortie en France : 30 janvier 1993

## Distribution
- Niels Arestrup : Albert Savarus
- Dominique Sanda : duchesse Francesca d'Argaiolo
- Charlotte Valandrey : Rosalie de Watteville
- Fernand Guiot
- Diane Lepvrier